# Wintersun
Wintersun (с англ. — «Зимнее солнце») — финская мелодик-дэт-метал группа. Её стиль также включает элементы симфоник-метала и фолк-метала. Wintersun основана выходцами из групп Ensiferum и Norther и стилистически близка к ним.

## История группы
Группа основана в 2004 году вокалистом и гитаристом Яри Мяэнпяя, бывшим участником фолк-метал-группы Ensiferum, и барабанщиком Каем Хахто. Все партии вокала и инструментов, кроме ударных, были записаны одним Мяэнпяя. Вдвоём они записали демо-альбом Winter Madness и послали его на крупный лейбл Nuclear Blast Records, занимающийся тяжелой музыкой. Лейб предложил им контракт на целый альбом. Дебютный альбом под названием Wintersun вышел в сентябре 2004 года и опять был записан всего двумя музыкантами. Для живых выступлений Wintersun взяли басиста из группы Norther Юкку Коскинена.
На протяжении следующих 7 лет готовился к выходу второй студийный альбом Time. Планировалось, что он будет состоять из двух частей. Time I вышел 19 октября 2012 года. Вторая часть была записана и началось её микширование, а выход планировался на первый квартал 2014, но был отложен на неопределенный срок из-за сложности работы.
Вместо Time II 17 июля 2017 года был выпущен альбом The Forest Seasons. Группа при помощи краудфаундинга смогла собрать часть средств на постройку студии, необходимой для продолжения работы над Time II. На одном из концертов была исполнена песня The Way of the Fire из грядущего альбома.
В последние годы трое участников Wintersun стали уделять много времени другим коллективам. В 2014 году ударник Кай Хахто начал подменять болевшего Юкку Невалайнена и в итоге стал постоянным ударником Nightwish. В составе Wintersun его в свою очередь заменил Рольф Пильве из Stratovarius, а затем Хайки Саари (Norther, Finntroll). В 2021 Юкка Коскинен заменил Марко Хиеталу в составе Nightwish как басист, при этом он не покидает состава Wintersun и совмещает выступления в двух группах. В 2022 году группу покинул гитарист Асим Сирах. С 2023 года Теэму Мянтюсаари является постоянным гитаристом группы Megadeth.

## Дискография

### Демо
- Winter Madness (2004)

### Студийные альбомы
- Wintersun (2004)
- Time I (2012)
- The Forest Seasons (2017)
- Time II (2024)

### Концертные альбомы
- Wintersun: Tour Edition (2006)

### DVD
- Live Summerbreeze (2005)

### Видеоклипы
- «Beyond The Dark Sun» (2004)

## Состав
- Яри Мяэнпяя — вокал, гитара, клавишные и синтезаторы, компьютерное программирование, с 2004.
- Теэму Мянтюсаари — гитара, с 2004, также участник группы Megadeth.
- Юкка Коскинен — бас-гитара, бэк-вокал, с 2004 года, также участник группы Nightwish.
- Хайки Саари (фин. Heikki Saari) — барабаны на концертах.
- Кай Хахто — барабаны, с 2004, с 2017 года взял перерыв, также участник группы Nightwish.

### Бывшие участники
- Асим Сирах — гитара, 2017—2022.
- Тимо Хаккинен — барабаны на концертах, 2015—2017.
- Рольф Пилве — барабаны на концертах, 2017—2018.